# Eleanor Marx
Jenny Julia Eleanor Marx, nota famigliarmente come Tussy e citata in italiano anche come Eleonora Marx (Soho, 16 gennaio 1855 – Lewisham, 31 marzo 1898), è stata un'attivista, traduttrice e sindacalista britannica.
Figlia più giovane di Karl Marx e Jenny von Westphalen, fu lei stessa una militante socialista; a volte lavorò come redattrice letteraria e fu attiva nel campo dei diritti delle donne. Nel corso della giovinezza intravide per sé stessa una carriera teatrale, prima di dedicarsi alla pubblicazione degli scritti paterni.
Fidanzata inizialmente con Prosper-Olivier Lissagaray, di 20 anni più vecchio, dopo la rottura del rapporto con questi, avvenuta nel 1882, divenne la compagna di Edward Aveling (un importante socialista inglese dell'epoca), già sposato, con cui instaurò una relazione di "amore libero", e di cui adottò il cognome divenendo Eleanor Aveling. Assieme si dedicarono alla lotta sindacale; partecipò alla fondazione della Seconda Internazionale nel 1889 e a quella del Partito Laburista Indipendente nel 1893.
La sua vita di coppia rimase però difficoltosa; Aveling, anche per ragioni finanziarie, ebbe una reputazione sempre meno buona all'interno dei circoli socialisti. Nel marzo del 1898, dopo aver scoperto che il compagno appena rimasto vedovo si era sposato segretamente con una giovane attrice nel giugno dell'anno precedente, si suicidò bevendo una fiala di veleno. Aveva 43 anni.

## Famiglia
Il filosofo tedesco Karl Marx sposò la nobildonna Jenny von Westphalen nel 1843; in quello stesso anno la coppia dovette rifugiarsi in esilio a Parigi per motivi politici. La loro prima figlia Jenny Longuet nacque nel 1844. Ancora una volta costretti a trasferirsi, a Bruxelles ebbero Laura Marx nel 1846 e Edgar nel 1847. La primavera dei popoli richiese un ulteriore spostamento prima che la coppia potesse sistemarsi a Londra nell'autunno del 1849.
Rimasero tuttavia rovinati finanziariamente; l'argenteria di famiglia venne impegnata e nella capitale britannica Marx visse in povertà, trovando serie difficoltà a riavviare la propria carriera come giornalista. Nella primavera del 1850 saranno sfrattati dall'abitazione di Chelsea (Londra) ove risiedevano e gli ufficiali giudiziari gli sequestreranno i mobili. Si trasferirono in un malsano appartamento bifamiliare al numero 28 di Dean Street, a Soho, un quartiere che all'epoca ospitava altri poveri immigrati.
Qui nasceranno Heinrich Guido nel 1849, morto di polmonite l'anno seguente; Franziska nel marzo del 1851, che morirà meno di un anno dopo; Frederick Demuth nel giugno del 1851, figlio illegittimo avuto dalla domestica e amica d'infanzia della moglie Helene Demuth. Verso la fine del 1853 la situazione migliorò grazie al sostegno finanziario di Friedrich Engels e agli articoli che Marx scrisse per il New York Tribune. Nonostante ciò il figlio Edgar comincerà a mostrare segni di tubercolosi.
All'interno di questo contesto nascerà Eleanor.

## Giovinezza
Eleanor Marx nacque a Londra il 16 gennaio del 1855, sestogenita e quarta figlia femmina della coppia Marx; fu l'unica della famiglia ad essere suddito britannico per diritto di nascita. Il suo nome era un riferimento agli antenati scozzesi della madre, i Duchi di Argyll. In aprile la morte di Edgar ad appena 8 anni provocò il trasferimento di tutto l'amore paterno in direzione dell'ultimogenita.
Con la morte di due congiunti di Jenny von Westphalen (suo zio nel 1855 e la madre nel 1856) entrarono in famiglia un po' di soldi: l'eredità ottenuta da Wilhelm Wolff risultò essere appena quanto bastava per ripagare i debiti, recuperare l'argenteria e spostarsi in un alloggio più confortevole nel mese di settembre 1856, ad Hampstead. Durante i suoi primi anni Eleanor mantenne un rapporto molto stretto con il padre, che passava tutto il proprio tempo libero con lei; portandola sulle spalle, regalandole giocattoli, inventando lunghi racconti che duravano per mesi interi o insegnandole le mosse degli scacchi.
Imparò prima la lingua inglese, che era usata in casa, ed apprese la lingua tedesca grazie alla costante lettura delle Fiabe del focolare dei Fratelli Grimm. Karl Marx lesse alle sue figlie anche la Canzone dei Nibelunghi, il Don Chisciotte e le opere teatrali di William Shakespeare. I racconti che il padre soleva narrarle ispirarono in Eleanor un profondo interesse nei confronti della letteratura; poté citare lunghi passi a memoria tratti da Shakespeare a partire dall'età di 3 anni; li recitò spesso alla madre.
All'età di 6 anni il padre le regalò Peter Simple di Frederick Marryat; volle per breve tempo diventare un Post-captain. In seguito si appassionò dei libri di Walter Scott; al tempo stesso rimase affascinata dalla religione proposta dalla Chiesa cattolica romana. Confesserà nelle sue memorie che una spiegazione ispirata al razionalismo del padre le fece cambiare idea in meno di un'ora.
Dimostrò di nutrire un precoce interesse nei confronti della vita politica e già durante la sua infanzia ebbe modo di inviare delle lettere a eminenti figure pubbliche del tempo. Durante il periodo in cui il padre stava scrivendo la sua opera principale, Il Capitale, nella casa di famiglia la piccola Eleanor rimaneva a giocare nel suo studio. Marx s'inventò e narrò alla figlioletta una storia basata su un antieroe chiamato Hans Röckle; più tardi ebbe modo di riferire che questa fu una delle sue favole preferite. Il fatto è significativo perché offrì alla bambina lezioni sociologiche attraverso l'allegoria marxiana dell'economia politica che era allora in pieno sviluppo.
Nei primi anni 1860 ripresero le difficoltà; alla signora Marx fu diagnosticato il vaiolo e a Karl Marx si riacutizzarono i problemi al fegato; Eleanor prese la pertosse prima e l'ittero poi. A partire dal 1861 i ricavi degli articoli venduti al New York Tribune si prosciugarono a causa della guerra di secessione americana. Fu quindi assai difficoltoso per le sorelle poter entrare nella "buona società" (lezioni di pianoforte, disegno, canto, lingua francese o lingua italiana ecc.). Infine, grazie al sostegno di Ferdinand Lassalle, la famiglia fu in grado di mantenere lo stile di vita della borghesia. A partire dal 1864 Engels finanziò regolarmente il suo amico.

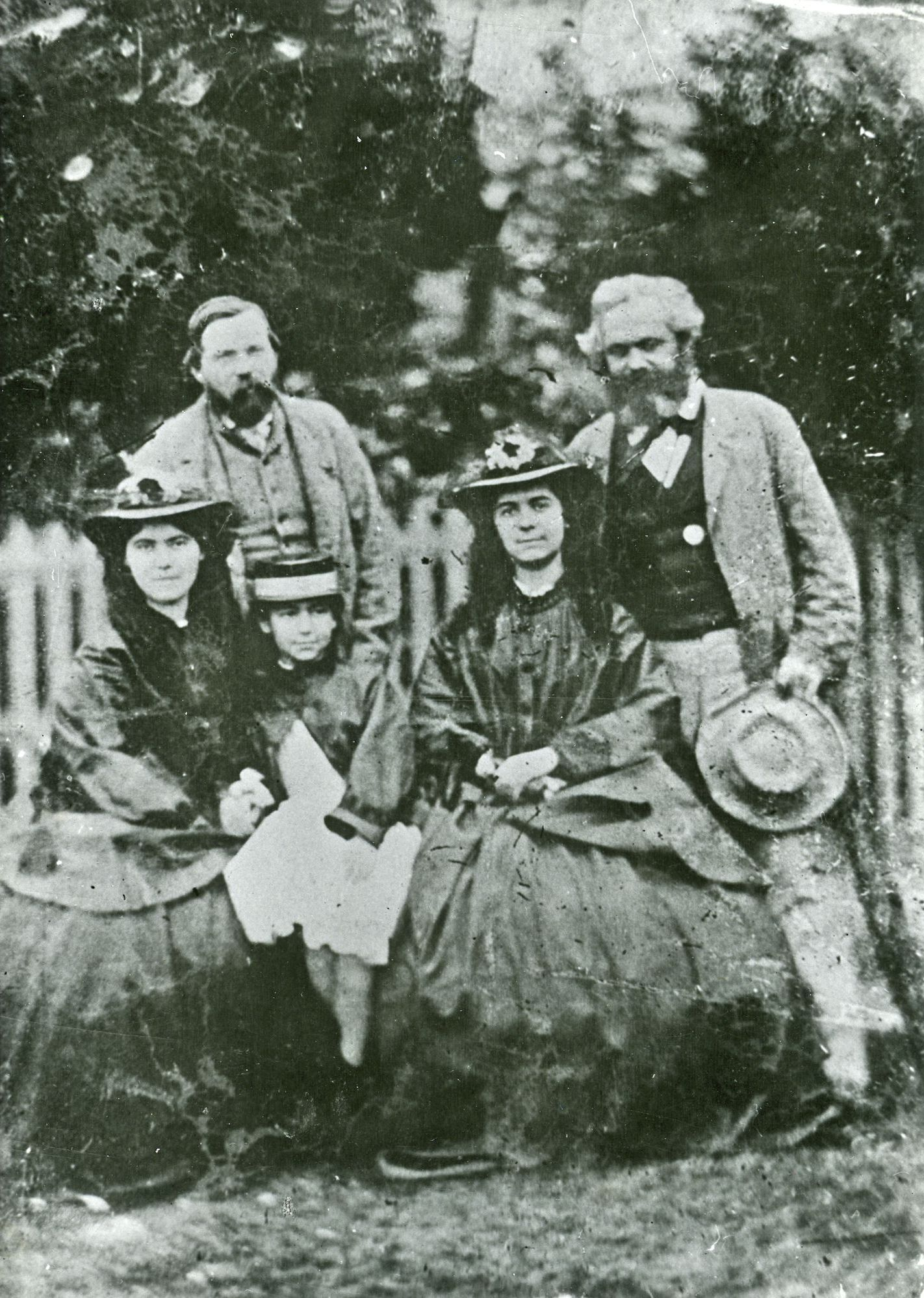
Friedrich Engels e Karl Marx in piedi; sedute Laura Marx, Eleanor e Jenny.

Nel 1865 Paul Lafargue venne a presentare la situazione del movimento socialista francese al "Consiglio generale" dell'Associazione Internazionale dei Lavoratori; conobbe Laura Marx quando andò a visitare suo padre. Dopo la sua esclusione dall'università francese, ella ritornò a Londra per finire gli studi. Sarà
eletta al "Consiglio dell'Internazionale" e diventerà una regolare militante marxista. A parte Laura, che si sposò nel 1868, sembra che Eleanor - ormai sempre più affettuosamente soprannominata "Tussy" - rimase sempre la figlia prediletta. Marx le costruì anche un'altalena nel giardino di casa.
Ricevette la prima educazione in parte a casa e in parte presso il "South Hampstead College for Ladies", che lasciò all'età di 14 anni. Nel 1868 Karl Marx chiese a Engels di pagare una tassa di registrazione (di 5 sterline) così come il costo del corso di ginnastica (di 1,5 sterline). Eleanor fu molto brava in educazione fisica. Tuttavia, sembrerebbe che quello che imparò dal padre fosse più di suo gusto rispetto a quello che seppe offrirgli la scuola.
Nel corso della prima adolescenza l'amore per il teatro shakespeariano la invogliò alla creazione del "Dogberry Club" in cui lei, l'amica Clara Collet (che diverrà una riformatrice sociale) e le loro famiglie al gran completo si mettevano a recitare Shakespeare  mentre Marx li stava ad osservare.

## Primi impegni
Nel giugno del 1868 Eleanor si recò in compagnia del padre a Manchester. L'episodio conosciuto come "Martiri di Manchester" (l'impiccagione di 3 autonomisti irlandesi), avvenuto nel 1867, la spaventò talmente che il fatto modellò la sua futura solidarietà e simpatia nei confronti del Fenianismo. Si appassionò così al destino della Fratellanza Repubblicana Irlandese, cominciando a leggere assiduamente l'"Irishman" (il giornale del movimento).
All'inizio della primavera del 1869 fece due brevi soggiorni a Parigi, presso l'abitazione di Paul Lafargue; andò anche a teatro, la sua grande passione. A maggio tornò a Manchester ove visitò i quartieri operai assieme a Lizzie Burns, la compagna di Engels; vi trascorse l'estate, suonò il pianoforte e completò la sua formazione letteraria sotto la guida di Engels il quale le fece leggere l'intera opera di Goethe, l'Edda e la mitologia persiana. A settembre viaggiò con lui fino a Dublino, Killarney e Cork.
Tornata a Londra nel mese di ottobre riuscì a convincere i genitori e la sorella Jenny a partecipare ad una grande manifestazione a Hyde Park organizzata per richiedere l'amnistia nei confronti dei Feniani ancora prigionieri; rimase entusiasta per l'elezione al parlamento inglese di Diarmaid Ó Donnabháin Rossa, allora ancora incarcerato. Ancora nel 1881, all'epoca dell'approvazione delle Irish Coercion Acts (leggi coercitive contro gli irlandesi), andò a protestare di fronte alla stazione di polizia dov'era stato arrestato Michael Davitt.
Nell'aprile del 1871 Eleanor e la sorella Jenny si diressero verso Bordeaux, dove soggiornava la famiglia di Lafargue; in quel momento egli stava tentando di attivare il supporto alla Comune di Parigi (1871). Dopo la "Settimana di sangue" (21-28 maggio) per evitare di essere arrestati si rifugiarono tutti a Bagnères-de-Luchon; in agosto Lafargue si dovette recare a Bossòst, al di là del confine spagnolo. Quando le donne e i bambini vennero fermati e scortati dai poliziotti francesi Eleanor protestò vibratamente adducendo le proprie origini britanniche.
Le loro stanze a Luchon subirono un'accurata perquisizione alla ricerca d'esplosivi e documenti compromettenti, ma senza alcun successo; l'unica lettera che avrebbe potuti incriminarli, proveniente da Gustave Flourens, fu debitamente fatta distruggere da Jenny. Dopo un'intera nottata d'interrogatori presso la gendarmeria dovettero essere liberati; furono così in grado di raggiungere la Spagna.
Di ritorno a Londra a settembre, con la grande sorpresa di alcuni delegati, partecipò alla conferenza dell'Associazione Internazionale dei Lavoratori quando Marx e Michail Bakunin iniziarono il loro reciproco attrito. Prese parte anche ai lavori del Congresso dell'Aia (1872). Divenne presto la segretaria del padre, accompagnandolo alle sue conferenze socialiste in giro per il mondo.

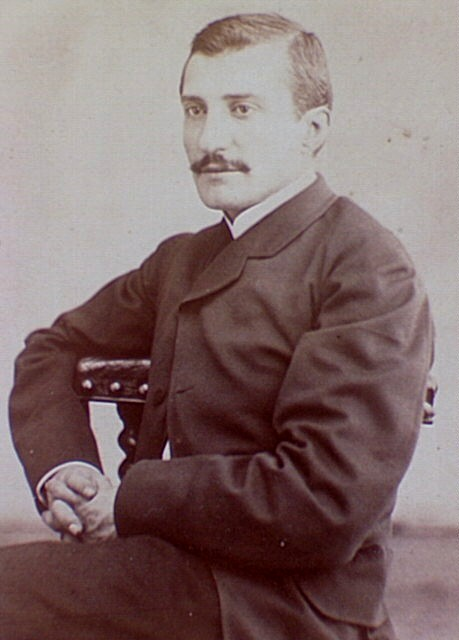
Ritratto di Prosper-Olivier Lissagaray nel 1875 circa.

Fece parte del gruppo di accoglienza londinese dei rifugiati in fuga dalla repressione e dalla caduta della "Comune" parigina; nel maggio del 1872 Marx diede un ricevimento in loro onore. Tra gli ospiti vi erano Charles Longuet - che si fidanzò quasi immediatamente con Jenny nonostante la riluttanza della madre - e il giornalista francese Prosper-Olivier Lissagaray.
Eleanor s'innamorò quasi immediatamente dell'uomo; Marx non approvò la relazione a causa del forte divario d'età tra i due (lui aveva difatti 34 anni), ma oltre alla differenza d'età a causa anche del suo individualismo e significative divergenze in molti ambiti, il che lo mise in contrasto con suo padre. Non fu mai in realtà il benvenuto: la madre ritenne che diventare la moglie di un politico rappresentasse una situazione scomoda.
Per celebrare la sua maggiore età nel 1873 Eleanor lasciò la casa di famiglia e si trasferì a Brighton, dove aveva trovato un impiego di docente in un istituto professionale per ragazze; vivrà al "6 Vernon Terrace", nel suburbio di "Montpelier". Vi rimarrà però solamente per 6 mesi poiché si ammalò (molto probabilmente di anoressia).
Quando Lissagaray tornò a farle visita non gli diede alcuna tregua, ritenendo che fossero oramai ufficialmente impegnati. Il suo medico, la femminista Elizabeth Garrett Anderson, le ordinò di recarsi a Karlovy Vary, pensando che un cambiamento d'aria non le avrebbe potuto fare altro che bene; essendo Marx stesso sofferente di fegato, finì col partire assieme a lei. Questo semplice fatto fu sufficiente ad Eleanor per farle tornare l'appetito.
Vi trascorsero diverse settimane tra la fine di agosto e il principio di settembre; il soggiorno fu segnato dalla rottura definitiva tra Marx e Louis Kugelmann, che si trovava con la moglie nello stesso luogo per usufruire delle terme. Al ritorno fecero visita a Lipsia a Wilhelm Liebknecht. Qui Eleanor annunciò il proprio legame con Lissagaray e gli spiegò il lavoro di storiografia che avevano appena iniziato ad intraprendere. Cercò di coinvolgere Liebknecht nella rivista politica del fidanzato intitolata Rouge et Noir la quale durò soltanto 3 numeri tra ottobre e novembre del 1874. Contemporaneamente Lissagaray cominciò a dimostrarsi più socialista di prima.
A Londra Eleanor poté così frequentare liberamente l'uomo e dichiararsi come sua fidanzata anche al di fuori del ristretto ambito domestico. Aiutò Lissagaray a scrivere e tradurre in lingua inglese la sua History of the Commune of 1871, apparso nell'autunno del 1876; fu anche in grado di convincere il padre ad aiutarla nella traduzione. A Marx il libro piacque, anche se continuò a disapprovare la relazione sentimentale nel frattempo instauratasi tra i due (principalmente a causa delle loro divergenze politiche).
Fu solamente nel 1880 che cambiò il proprio punto di vista sulla situazione, permettendo così alla figlia di sposarlo. Tuttavia Eleanor stessa in quel lasso di tempo aveva oramai assunto intenzioni differenti. Nel luglio del 1880, dopo l'aministia generale concessa a tutti i comunardi, Longuet e la moglie tornarono a Parigi; Lissagaray fece lo stesso, ma da solo. Il loro rapporto terminò definitivamente nel 1882.
Frattanto nel novembre del 1876 Eleanor partecipò alla campagna elettorale di Alice Westlake per il "London School Board" nella circoscrizione di Marylebone, l'unico organo politico elettivo in cui le donne potevano allora candidarsi; le si oppose Maltman Barry, membro dell'Internazionale e vecchia amica di Marx. Ma ciò non dissuase Eleanor.
Rimase stupefatta e presa dal panico dalle parole che udiva andando a fare propaganda di porta in porta; gli elettori sembrarono difatti preferire la religione all'istruzione, mentre i lavoratori precisavano che avrebbero dovuto chiedere il parere del loro capo prima di poter decidere qualsiasi cosa. Ma con sua somma soddisfazione Alice venne eletta con un'ampia maggioranza; soprattutto il "partito religioso" risultò sconfitto in quasi tutti i quartieri londinesi, aprendo così la strada ad importanti riforme scolastiche.

## Letteratura, teatro e decessi familiari
A partire dal 1880 fu costretta a iniziare a far da infermiera agli anziani genitori; la madre morirà nel dicembre del 1881. La sorella maggiore, Jenny Longuet, morì nel gennaio del 1883 di cancro alla vescica e il padre la seguì a marzo. Marx le affidò il compito di curare la pubblicazione dei suoi manoscritti rimasti incompiuti e della versione inglese del Capitale.
Da adulta fu coinvolta nella traduzione e edizione dei diversi volumi del lavoro paterno. Curerà anche personalmente la pubblicazione di Salario, prezzo e profitto e Lavoro salariato e capitale, libri fondati sul medesimo materiale. La biografa ufficiale di Eleanor, Rachel Holmes, scrive che "l'intimità infantile di Tussy con [Marx] mentre scrisse il primo volume del Capitale le ha fornito un approfondito fondamento della storia economica, politica e sociale britannica: Tussy e il Capitale crebbero insieme".

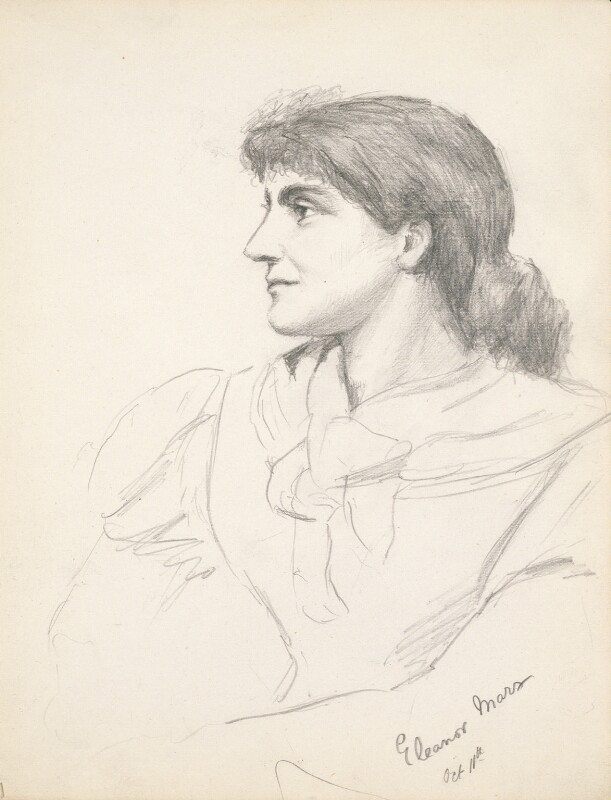
Ritratto a matita di Eleonor nel 1881.

## Carriera politica
Nel 1884 Eleanor si affiliò alla "Social Democratic Federation (SDF) guidata da Henry Hyndman e presto venne eletta nei quadri dirigenziali; durante questo lavoro incontrò Edward Aveling, che diventerà il compagno della sua vita. In quello stesso anno si verificò una divisione all'interno dell'organizzazione, dalla cui spaccatura sorse la "Socialist League"; le cause dell'attrito furono fondamentalmente due: problemi di personalità (in quanto Hyndman fu accusato di imporre un sistema dittatoriale) e disaccordi sorti sulla questione dell'internazionalismo.
Sotto quest'ultimo punto di vista gli vennero imputate anche tendenze volte al nazionalismo; egli era ad esempio contrario all'idea di Eleanor di inviare delegati al Partito Operaio Francese bollando la proposta come una "manovra familiare", in quanto la sorella di lei, Laura Marx, assieme al marito Paul Lafargue ne erano entrambi membri. Pertanto sia Eleanor che Aveling diventarono i membri fondatori della "League"; una delle personalità più influenti e maggiormente importanti sarà William Morris.
Eleanor scrisse regolarmente anche una colonna giornalistica intitolata "Record of the Revolutionary International Movement" per il periodico mensile della Lega Commonweal.
Sempre nel 1884 conobbe Clementina Black, pittrice e sindacalista, rimanendo coinvolta nell'associazione femminista "Women's Trade Union League"; continuò a sostenere numerosi scioperi, tra cui quello manifatturiero delle fiammiferaie del 1888 e quello dei portuali l'anno seguente. Parlò agli operai del distretto industriale di Silvertown a un meeting del novembre 1889 assieme alle colleghe Edith Ellis e Honor Brooke. Contribuì ad organizzare il sindacato nazionale e redasse numerosi articoli e testi sull'argomento.

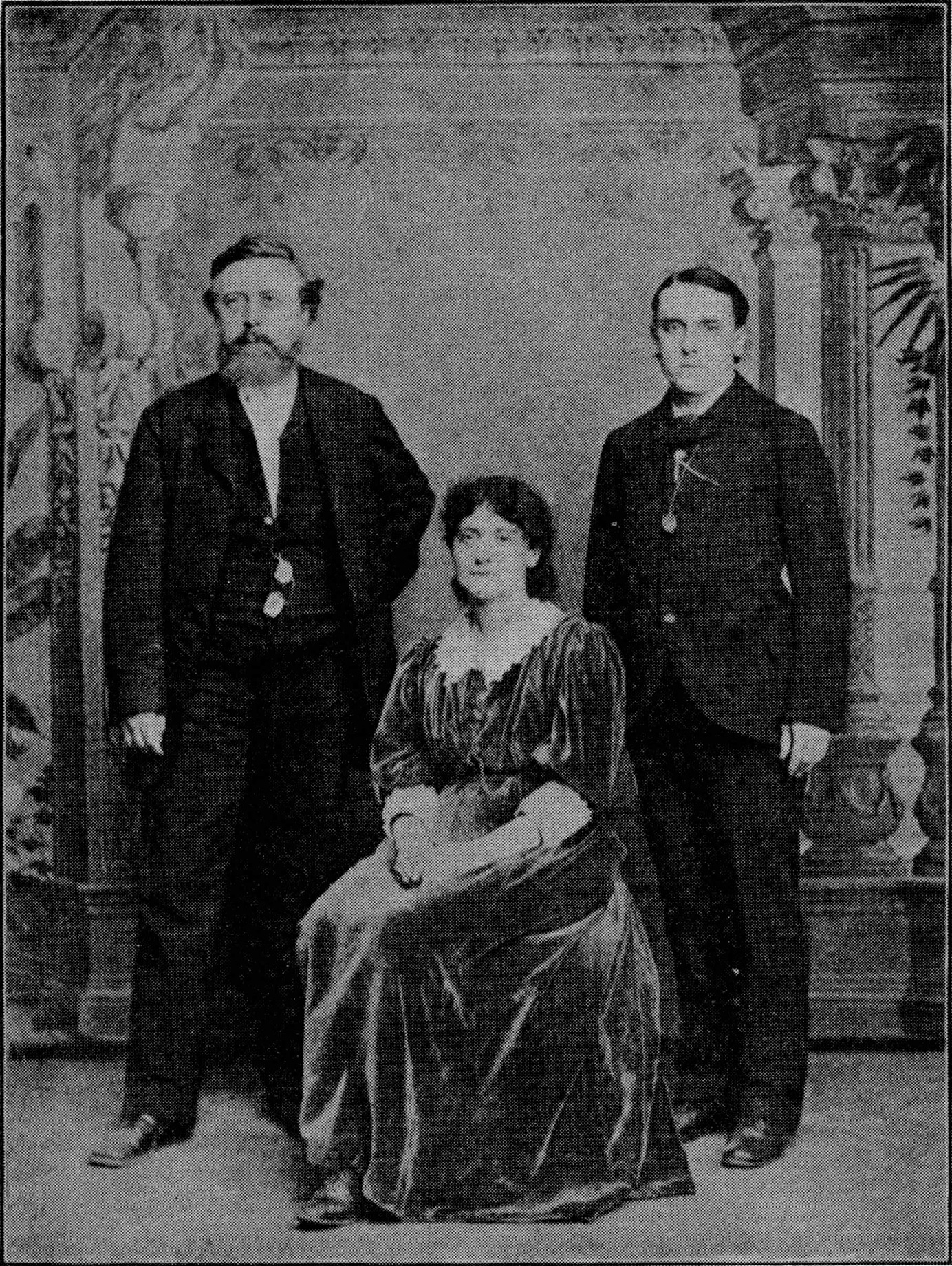
Eleanor seduta tra Wilhelm Liebknecht, alla sua destra, e Edward Aveling, alla sua sinistra, nel 1886

Nel 1885 contribuì ad organizzare il "Congresso internazionale socialista" a Parigi. L'anno successivo visitò gli Stati Uniti d'America in compagnia di Aveling e del politico tedesco Wilhelm Liebknecht raccogliendo fondi per il Partito Socialdemocratico di Germania.
Alla fine degli anni 1880 la Lega rimase profondamente divisa tra quanti avevano sostenuto l'azione politica e i suoi avversari; la separazione fu causata da quelli come Morris che ritennero che le campagne parlamentari rappresentassero inevitabili compromessi e corruzioni e dall'area più prossima all'anarchismo la quale si oppose a tutta la politica elettorale facendone una questione di principio. Eleanor e Aveling, in quanto fieri sostenitori della partecipazione attiva alle campagne politiche, si ritrovarono in una scomoda posizione di minoranza.
Alla 4ª conferenza annuale della Lega il cosiddetto "ramo di Bloomsbury", a cui appartenevano Eleanor e Aveling, spinse in direzione della proposta che si sarebbe dovuto procedere ad una riunione di tutti gli organi socialisti per poter discutere sulla formazione di un'organizzazione unificata. Questa risoluzione venne respinta da una sostanziale maggioranza, così come l'idea dell'altro ramo di sostenere nelle elezioni locali e parlamentari i candidati a loro più vicini.
Nell'occasione furono sospesi 80 membri del "ramo di Bloomsbury" con la motivazione che il gruppo aveva scelto dei candidati congiuntamente con l'SDF, ciò in contrapposizione alla politica assunta dalla Lega. I fuoriusciti trovarono una nuova, seppur breve, esistenza indipendente con la denominazione "Bloomsbury Socialist Society".
Nel 1893 lo scozzese Keir Hardie fondò il "Partito laburista indipendente" (ILP); Eleanor partecipò alla prima conferenza in qualità di osservatrice, mentre Aveling fu uno dei delegati ufficiali. Il loro obiettivo di spostare le posizioni dell'ILP verso il marxismo si rivelò però subito fallimentare, visto che la nuova formazione rimase sotto una forte influenza del socialismo cristiano. Nel 1897 ritornarono entrambi nell'SDF, come d'altro canto fece anche la maggior parte degli ex membri della Lega.

## Coinvolgimento nel teatro

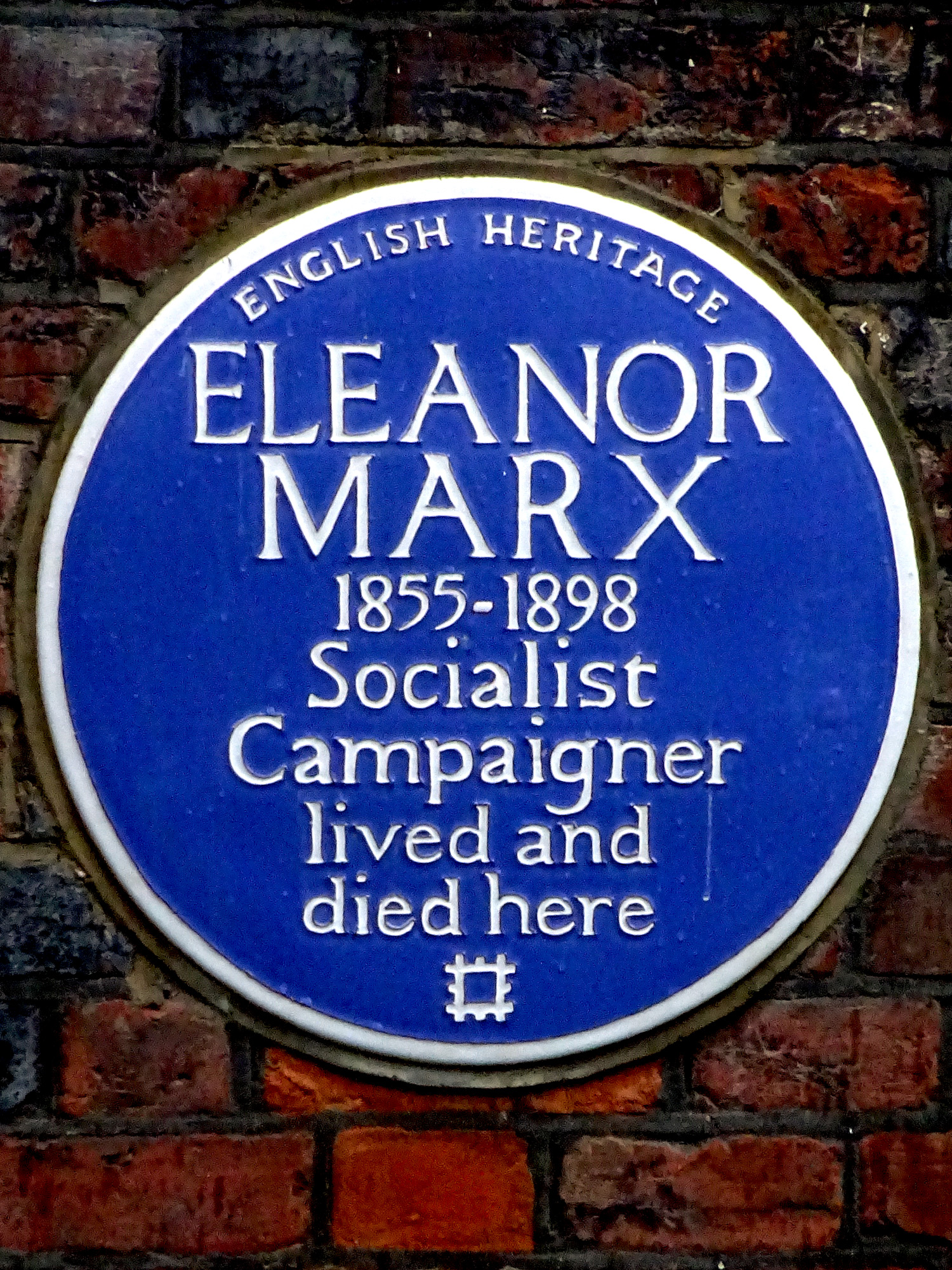
"Targa blu" alla memoria dedicata a Eleanor.

Nel corso degli anni 1880 si interessò sempre più al teatro e cominciò ad attivarsi come sua propagandista; credette alla possibilità che la creazione artistica potesse divenire uno strumento favorevole al femminismo socialista. Nel 1886 eseguì una leggendaria interpretazione di Casa di bambola di Henrik Ibsen a Londra, lei nella parte di Nora Helmer, Aveling come Torvald Helmer e George Bernard Shaw come Krogstad.
Tradusse anche varie opere letterarie, tra cui la prima versione inglese di Madame Bovary di Gustave Flaubert. Cercò appositamente di imparare la lingua norvegese per poter tradurre al meglio i lavori teatrali di Ibsen; nel 1888 fu la prima a tradurre Un nemico del popolo. Due anni dopo l'opera verrà riproposta da William Archer. Tradusse anche La donna del mare nel 1890.

## Morte e eredità spirituale
Nel 1898 Eleanor scoprì che l'ormai malato Edward Aveling aveva sposato segretamente una giovane attrice con cui si era impegnato sentimentalmente. La malattia di lui sembrava essere allo stadio terminale e Eleanor rimase profondamente depressa e scossa nella fede nutrita nei confronti dell'uomo, che però continuava ad amare.
Il 31 marzo Eleanor mandò la cameriera personale dal farmacista locale, con una nota che ella stessa firmò con le iniziali dell'uomo conosciuto come "Dr. Aveling"; veniva richiesto del cloroformio e una piccola quantità di acido cianidrico (allora chiamato "acido prussico") per il suo cane. Ricevuto il pacchetto, Eleanor firmò la ricevuta per i veleni e rimandò la cameriera al negozio, per restituire il documento. Si ritirò nella propria stanza, scrisse due brevi biglietti, si spogliò, si mise a letto e bevve il veleno.
La cameriera al suo ritorno la ritrovò che respirava appena; fu chiamato il dottore, ma quando questi arrivò Eleanor era già morta. L'esame effettuato "post mortem" confermò la morte per avvelenamento. La successiva inchiesta fatta aprire dal coroner emise un verdetto di "suicidio commesso in uno stato di follia temporanea". In tutta la comunità socialista si diffuse presto la voce che Aveling avesse provocato Eleanor fino al punto di obbligarla a togliersi la vita.
Il servizio funebre venne tenuto in una stanza della Stazione di Londra Necropolis il 5 di aprile e vi partecipò una moltitudine piangente; discorsi alla memoria vennero fatti oltre che da Aveling, anche da Robert Banner, Eduard Bernstein, Pete Curran, Henry Hyndman e Will Thorne. Al termine della cerimonia il corpo fu trasportato all'obitorio di Woking dove fu cremato.
Un'urna contenente le ceneri venne successivamente conservata da varie organizzazioni tra cui la "Social Democratic Federation", il Partito Socialista Britannico e il Partito Comunista di Gran Bretagna, prima d'essere sepolta accanto ai resti di Karl Marx e di altri membri della famiglia al Cimitero di Highgate nel 1956.
Il 9 settembre del 2008 è stata apposta una "targa blu English Heritage" di fronte alla sua casa al "7 Jews Walk, Sydenham" nel Sud-est di Londra, dove Eleanor trascorse gli ultimi anni della sua vita.

## Opere
- The Factory Hell. With Edward Aveling. London: Socialist League Office, 1885.
- The Woman Question. With Edward Aveling. London: Swan Sonnenschein & Co., 1886.
- Shelley's Socialism: Two Lectures. London: privately printed, 1888.
- Israel Zangwill / Eleanor Marx: "A doll's house" repaired. London (Reprinted from: "Time", March 1891)
- The Working Class Movement in America. With Edward Aveling. London: Swan Sonnenschein & Co., 1891.
- The Working Class Movement in England: A Brief Historical Sketch Originally Written for the "Voles lexicon" Edited by Emmanuel Wurm. London: Twentieth Century Press, 1896.

### Traduzioni
- Eduard Bernstein, Ferdinand Lassalle as a Social Reformer. London: Swan Sonnenschein & Co. 1893.
- Gustave Flaubert, Madame Bovary. Vizetelly & Co., London 1886
- Henrik Ibsen, An Enemy of the People. Walter Scott Publishing Co., London 1888
- Henrik Ibsen, The Pillars of Society and Other Plays. London: W. Scott, 1888.
- Henrik Ibsen, La donna del mare.  Fisher T. Unwin, London 1890
- Henrik Ibsen, L'anitra selvatica. W.H. Baker, Boston 1890
- Prosper-Olivier Lissagaray, History of the Commune of 1871. Reeves / Turner, London 1886
- Georgij Valentinovič Plechanov, Anarchism and Socialism. Twentieth Century Press, London 1895

## Filmografia
- Miss Marx (2020) diretto da Susanna Nicchiarelli, con Romola Garai nel ruolo di protagonista[46].